# Лез-Арк (Вар)
Лез-Арк (фр. Les Arcs) — коммуна на юго-востоке Франции в регионе Прованс — Альпы — Лазурный берег, департамент Вар, округ Драгиньян, кантон Видобан.
Площадь коммуны — 54,26 км², население — 6108 человек (2006) с тенденцией к росту: 6971 человек (2012), плотность населения — 128,0 чел/км². Здесь находится железнодорожная станция стыкования со сменой рода токов: на Марсель идёт линия с напряжением в контактной сети 1,5 кВ, а на Ниццу - линия с напряжением 25 кВ.

## Население
Население коммуны в 2011 году составляло — 6743 человека, а в 2012 году — 6971 человек.
| 1962 | 1968 | 1975 | 1982 | 1990 | 1999 | 2006 | 2007 | 2011 | 2012 |
| ---- | ---- | ---- | ---- | ---- | ---- | ---- | ---- | ---- | ---- |
| 3140 | 3324 | 3324 | 3786 | 4744 | 5334 | 6108 | 6217 | 6743 | 6971 |

Динамика населения:

## Экономика
В 2010 году из 3942 человек трудоспособного возраста (от 15 до 64 лет) 2853 были экономически активными, 1089 — неактивными (показатель активности — 72,4 %, в 1999 году — 65,7 %). Из 2853 активных трудоспособных жителей работали 2432 человека (1295 мужчин и 1137 женщин), 421 числились безработными (176 мужчин и 245 женщин). Среди 1089 трудоспособных неактивных граждан 260 были учениками либо студентами, 437 — пенсионерами, а ещё 392 — были неактивны в силу других причин.
На протяжении 2010 года в коммуне числилось 2925 облагаемых налогом домохозяйств, в которых проживало 6 992,0 человека. При этом медиана доходов составила 18 068 евро на одного налогоплательщика.